# Zol'skij rajon
Lo Zol'skij rajon (in russo Зольский район?) è un municipal'nyj rajon della Repubblica autonoma della Cabardino-Balcaria, in Russia.